# Mergi sau mori
Mergi sau mori (în engleză March or Die) este un film din 1977, regizat de Dick Richards și avându-i în rolurile principale pe Gene Hackman, Terence Hill, Catherine Deneuve, Max von Sydow și Ian Holm.
Filmul prezintă Legiunea Străină Franceză în anii '20 ai secolului al XX-lea. Maiorul legionar Foster (Hackman), un fost ofițer american bântuit de amintirile sale din Primul Război Mondial, care s-a încheiat recent, primește misiunea de a proteja un grup de arheologi care realizau săpături la Erfoud (în Maroc) de la revoluționarii beduini conduși de El-Krim (personaj inspirat din revoluționarul marocan Abd el-Krim).

## Rezumat
La scurt timp după Primul Război Mondial, maiorul american Foster (Gene Hackman), comandantul unui detașament din Legiunea Străină franceză, suferă de pe urma amintirii obsedante că a condus o armată de 8.000 de soldați, din care s-au întors în țară numai 200. El a devenit alcoolic și retras, iar singurul său prieten este credinciosul său sergent, Triand (Rufus Narcy).
Foster ajunge la Paris unde i se încredințează o comandă nouă: revenirea la Rif (Maroc) pentru a restabili autoritatea franceză subminată de atacurile triburilor de beduini și berberi. Foster este, de asemenea, obligat să escorteze câțiva arheologi de la Muzeul Luvru, care vor să descopere un oraș antic aflat în apropiere de Erfoud și îngropat de o furtună de nisip cu 3.000 de ani în urmă. În acel loc este mormântul unei regine berbere, "Îngerul Deșertului". Foster a fost ales pentru această misiune deoarece este singurul ofițer francez rămas în viață care a luptat în Maroc înainte de război. El a contribuit la dezvoltarea relațiilor diplomatice cu triburile arabe, mai ales cu El Krim, liderul de facto al triburilor dispersate din Rif. Foster i-a promis lui El Krim că nu vor mai exista săpături arheologice ulterioare.
Detașamentul lui Foster este completat cu voluntari, dar și cu oameni luați cu forța precum "țiganul" Marco Segrain (Terence Hill), un faimos hoț de bijuterii care a acționat trei ani pe Riviera până când autoritățile franceze au reușit să-l prindă. Țiganul se împrietenește cu trei recruți, gigantul rus Ivan (Jack O'Halloran), un fost membru al gărzilor imperiale ruse; "Top Hat" Gilbert Francis (André Penvern), un muzician care nu are calitățile fizice necesare pentru a fi soldat, și Fredrick Hastings (Paul Sherman), un tânăr aristocrat englez care nu a participat la Primul Război Mondial deoarece era prea tânăr.
Cei patru prieteni sunt mai curând dezamăgiți de realitățile dure ale vieții din legiune. Foster nu ezită să-și disciplineze cu asprime oamenii, în special pe Marco, care frecvent nu-i ascultă ordinele. În timpul călătoriei, Marco o seduce pe doamna Picard (Catherine Deneuve), fiica unui arheolog ucis.
În timpul călătoriei spre fortăreața legionară, trenul cu soldați și cu echipa de arheologi este oprit de El Krim (Ian Holm) și oamenii săi. El Krim îl salută pe vechiul său prieten Foster, dar, de asemenea, afirmă că este hotărât să unească triburile berbere pentru a-i alunga pe francezi din Maroc. El Krim îi oferă pe arheologii care realizaseră săpăturile anterioare, cărora li s-au scos ochii și li s-au tăiat limbile. El îl avertizează pe Foster să nu continue săpăturile.
Instruirea în deșert este atât de aspră încât Top Hat se sinucide, nemaiputând rezista. Mai târziu, la situl arheologic, Hastings este răpit în timp ce era de gardă și torturat până la moarte de unul dintre oamenii lui El Krim. Marco trece la represalii, iar Foster îl apără de arabi.
În cele din urmă, mormântul Îngerului Deșertului este găsit, iar sarcofagul de aur este scos la suprafață. Foster îl oferă lui El Krim ca un semn de pace, dar El Krim adună războinicii din toate triburile beduine pentru a duce lupta cu invadatorii. Fiind depășiți numeric, legionarii sunt uciși în majoritate. Ivan este ucis, iar Marco luptă singur pentru acoperirea unui flanc. După ce maiorul Foster este ucis, El Krim oprește lupta și îl lasă liberi pe legionarii supraviețuitori "pentru a spune lumii ce s-a întâmplat" și din respect pentru prietenul său mort.
Există două finaluri: versiunea TV se încheie cu acceptarea de către Marco a ofertei doamnei Picard de a dezerta. Finalul cinematografic îl prezintă pe Marco (după ce a fost promovat pentru vitejia sa în luptă) instruindu-i pe noii recruți legionari și folosind avertismentul lui Foster: "Dacă marșurile nu vă ucid, o va face deșertul; dacă nici el nu vă ucide, o vor face arabii; dacă nici arabii nu vă vor ucide, o va face Legiunea. Și dacă nici Legiunea nu vă va ucide, o voi face eu. Nu știu ce este mai rău.".

## Scene suplimentare
În versiunea TV, au existat mai multe scene care nu au fost incluse în varianta cinematografică sau de pe DVD a filmului. O scenă suplimentară are loc la începutul lucrărilor de excavație, când se descoperă că doi dintre legionari, ambii recruți germani, au dezertat. Sadicul adjunct, lt. Fontaine și caporalul lui la fel de vicios trimit o patrulă pentru a-i captura. Ei îi prind pe cei doi germani, iar Fontaine ordonă patrulei să-i împuște. Zgomotul atrage un grup mare de beduini și, fără a ține cont de avertismentele oamenilor săi, Fontaine ordonă deschiderea focului, declanșând o bătălie. Caporalul este împușcat mortal și Fontaine se sinucide de frică. Marco își arată curajul și flerul natural pentru conducere, dirijându-i pe supraviețuitori în luptele cu atacatorii. În varianta cinematografică, această scenă a fost omisă, dar imagini scurte ale lui Fontaine și a caporalului au fost montate la locul săpăturilor, astfel încât să pară că soldații au murit acolo.

## Distribuție
| Actor               | Personaj                       |
| ------------------- | ------------------------------ |
| Gene Hackman        | maiorul William Sharman Foster |
| Terence Hill        | Marco Segrain                  |
| Catherine Deneuve   | Simone Picard                  |
| Max von Sydow       | Francois Marneau               |
| Ian Holm            | El Krim                        |
| Jack O'Halloran     | Ivan                           |
| Rufus               | sergentul Triand               |
| Marcel Bozzuffi     | lt. Fontaine                   |
| Andre Penvern       | Top Hat                        |
| Paul Sherman        | Fred Hastings                  |
| Vernon Dobtcheff    | caporalul Mean                 |
| Marne Maitland      | Leon                           |
| Gigi Bonos          | Andre                          |
| Wolf Kahler         | german                         |
| Mathias Hell        | german                         |
| Jean Champion       | ministrul                      |
| Walter Gotell       | col. Lamont                    |
| Paul Antrim         | Mollard                        |
| Catherine Willmer   | Petite Lady                    |
| Arnold Diamond      | soțul                          |
| Maurice Arden       | Pierre Lahoud                  |
| Albert Woods        | Henri Delacorte                |
| Liliane Rovere      | Lola                           |
| Elisabeth Mortensen | franțuzoaica de pe stradă      |
| Francois Valorbe    | polițist                       |
| Villena             | jandarm                        |
| Ernest Misko        | funcționar ministerial         |
| Guy Deghy           | căpitanul navei                |
| Jean Rougerie       | legionar                       |
| Guy Mairesse        | legionar                       |
| Eve Brenner         | fata cântăreață                |
| Guy Marly           | legionarul cântăreț            |
| Margaret Modlin     | doamna în negru                |

## Recepție
Criticul Tudor Caranfil a dat acestui film două stele din cinci și a făcut următorul comentariu: „Comandant în Legiunea Străină, maiorul Foster acceptă, fără tragere de inimă, misiunea de a proteja cercetările pentru dezvelirea în deșertul Marocului ale unui tainic sarcofag berber, bogat în aur, misiune pe care o consideră ca „jaf de morminte”. În timp ce între Marco-Țiganul, unul dintre legionari, și frumoasa doamnă Picard se înfiripă o idilă, Foster încearcă, fără succes, să potolească mânia răzvrătitului șef marocan Abd El Krim. „Secolele voastre sunt abia 20 la număr și uite câtă distrugere a adus lumii civilizația asta!” – spune Krim și ceea ce aduce nou filmul lui Richards e îmbinarea romantismului cu denunțul colonial. Dar în pofida bunelor intenții, a superbei fotografii și a performanței lui Hackman, filmul pare grandilocvent și patetic, lipsit de fior epic.”